# Барбера дел Ваљес
Барбера дел Ваљес (шп. Barberá del Vallés) град је у Шпанији у аутономној заједници Каталонија у покрајини Барселона. Према процени из 2017. у граду је живело 32 832 становника.

## Становништво
Према процени, у граду је 2017. живело 32 832 становника.
| 1970. | 1990.  | 2010.  | 2017.  |
| ----- | ------ | ------ | ------ |
| 8.378 | 31.370 | 31.688 | 32.832 |

## Партнерски градови
- Груљаско
- Линарес